# Mika'ela Fisher
Mika'ela Fisher, anche nota come Mika'Ela Fisher o Mikaela Fisher (Monaco di Baviera, 25 febbraio 1975), è un'attrice, regista e modella tedesca.
Fin da giovanissima lei ha imparato la sartoria e alla fine dei suoi studi ha ricevuto il premio statale bavarese per l'artigianato. Si è laureata come sarta maestra a Max Dietl, Grand Couture di arte sartoriale a Monaco di Baviera.

## Filmografia parziale

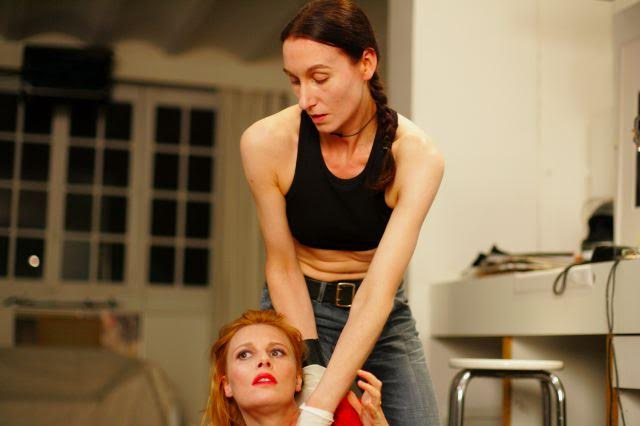
Mika'ela Fisher in Ne le dis à personne

- Home Cinema, regia di Mika'ela Fisher e Philippe Fernandez (2005)
- Non dirlo a nessuno (Ne le dis à personne), regia di Guillaume Canet (2006)
- Everyone Is Beautiful John Galliano Show, regia di Nick Knight (2006)
- Retour au pays, regia di Merzak Allouache (2007)
- La promenade, regia di Marina de Van (2007)
- Lisa, regia di Lorenzo Recio (2008)
- Anything for Her (Pour elle), regia di Fred Cavayé (2008)
- The lost door, regia di Roy Stuart (2009)
- Image particulière, regia di Kevin Sean Michaels (2010)
- Boro in the Box, regia di Bertrand Mandico (2011)
- Out of Fashion:Maison Martin Margiela, regia di Martin Margiela (2011)
- The naked leading the blind, regia di Wim Vanacker (2012)
- Colt 45, regia di Fabrice Du Welz (2013)
- Die Tapferen Haende im Chaos der Zeit[5] · [6]., regia di Mika'Ela Fisher (2013)
- Victory's Short, regia di Mika'Ela Fisher (2014)
- Entre vents et marées, regia di Josée Dayan (2014)
- Männin[7], regia di Mika'Ela Fisher (2015)
- Odile dans la vallée regia di Bertrand Mandico e Elina Löwensohn (2017)
- L'architecte textile regia di Mika'Ela Fisher (2017)
- Elevated Perspective - Haute Mesure regia di Mika'Ela Fisher (2018)
- Die Höhenluft - für Alle und Keinen (L’aria pura di montagna – Per tutti e per nessuno) regia di Mika'Ela Fisher (2023) [8] [9] [10][11][12][13][14][15][16]